# Erwin Piscator
Erwin Friedrich Maximilian Piscator (Greifenstein, 17 de Dezembro de 1893 — Starnberg, 30 de Março de 1966) foi um dramaturgo, diretor e produtor teatral alemão que, junto com Bertolt Brecht, foi um dos expoentes do teatro épico, um gênero que privilegia o contexto sócio-político do drama, e criador do teatro documentário.

## Vida
Piscator foi um dos mais importantes encenadores alemães do século XX. Judeu por nascimento, Erwin Friedrich Maximilian Fischer adotou o sobrenome "Piscator" ("pescador" em latim, assim como fischer significa "pescador" em alemão) para fugir à perseguição nazista aos judeus na primeira metade do século XX.

### Início de carreira
Começou por trabalhar no teatro experimental em Berlim, no Volksbühne, em 1919; em 1924 torna-se director deste teatro. Encenou as suas peças de acordo com as suas teorias sociopolíticas, que influenciaram os eleitores e clarificaram os ideais das políticas de esquerda.
Fez uma adaptação do drama romântico de The Robbers de Friedrich Schiller, que originou uma grande polémica, pois Piscator cortou grande parte do texto e reinterpretou-o como um caminho para as suas convicções políticas.
Em 1927, Piscator funda a influente, conquanto efêmera, Piscator-Bühne - a sua própria companhia de teatro -, em Nollendorfplatz, onde voltou a produzir peças polémicas com conteúdos sociopolíticos. Em 1928 encenou e produziu uma notável encenação do romance checo As aventuras do bravo soldado Schweik de Jaroslav Hasek. Antes da ascensão  de Hitler ao poder na Alemanha, Piscator dedicou a sua obra à situação política da União Soviética, e em 1931, foi a Moscovo para trabalhar para a Mezhrabpom, uma empresa cinematográfica soviética associada à organização Workers International Relief.
Com a subida de Hitler ao poder em 1933, a sua estadia na União Soviética deixou de ser por motivos profissionais para ser um exílio político. Em 1936, Piscator vai para Paris, onde casa com a bailarina Maria Ley, em 1937.

### Trabalhos internacionais e imigração
Em 1939, Piscator e Maria Ley emigraram para os Estados Unidos, onde Piscator já tinha trabalhado com Lena Goldschmidt na adaptação teatral do romance de Theodore Dreiser, An American Tragedy, sob o título The Case of Clyde Griffith, com encenação de Lee Strasberg. A peça foi representada 19 vezes na Broadway. Em Nova Iorque, Piscator tornou-se director do Dramatic Workshop, que ele fundou na New School for Social Research, em 1940. Alguns dos alunos de Piscator no Dramatic Workshop eram Marlon Brando, Tony Curtis, Judith Malina, Walter Matthau, Harry Belafonte, Elaine Stritch e Tennessee Williams.
Em 1951, Piscator regressa à Alemanha e, em 1955, adapta e encena o romance de Leon Tolstoi Guerra e Paz. O espetáculo foi apresentado em cerca de 16 países. Em 1962 assume o cargo de director da Freie Volksbühne, em Berlim. Um ano depois, Piscator produz a peça The Deputy de Rolf Hochhuth sobre o Papa Pio XII e a alegada negligência nos salvamentos de judeus italianos das câmaras de gás nazistas. Até a sua morte em 1966, Piscator tornou-se um grande apoiante do teatro contemporâneo e documentário.
| “ | Em vez de temas privados tínhamos generalização, em vez do que era o especial tínhamos o típico, em vez do acidente tínhamos a causalidade. Decorativismo deu lugar ao construtivismo. A razão foi colocada em pé de igualdade com emoção, enquanto sensualidade foi substituída pelo didáctico e a fantasia pela realidade documentaria. | ” |

### Impacto sobre o teatro

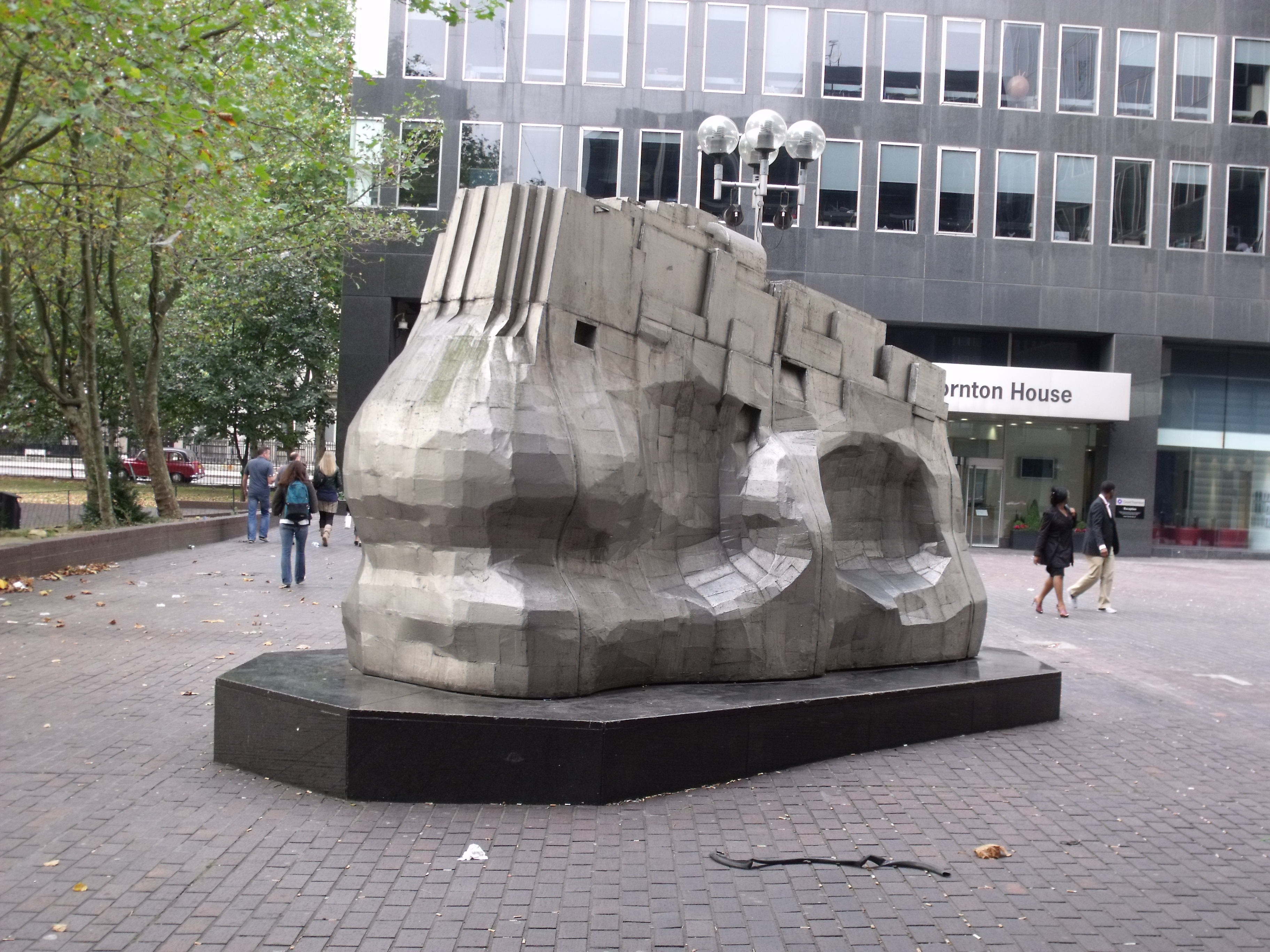
Piscator, uma escultura de Eduardo Paolozzi em Londres.

A contribuição de Piscator para o teatro tem sido descrita pelo historiador de teatro Günther Rühle, como a mais valente nos palcos alemães durante o século XX. As técnicas inovadas por Piscator na década de 20 influenciaram os métodos de produção europeus e americanos (tais como o uso extensivo da imagem e projecções de filmes). A sua dramaturgia de contrastes conduziu a um acentuado efeito político-satírico e originou o início das ideias do teatro épico. Na República Federal da Alemanha, o modelo de teatro intervencionista de Piscator atingiu o auge novamente. Diversas produções, tentando entrar em acordo com os alemães do passado nazista e sobre outras questões oportunas, tornaram Piscator o inspirador da mnemônica e teatro documentário (teatro baseado em factos verídicos que utiliza objectos ou documentos verdadeiros) de 1963 em diante.
A adaptação que Piscator fez do romance Guerra e Paz de Liev Tolstói tem sido representada em 16 países desde 1955, contando também com três produções em Nova Iorque.
O artista escocês Eduardo Paolozzi, cria em 1980, uma escultura monumental dedicada Piscator que se encontra no centro de Londres. E logo no outono de 1985 é criado o Prémio Erwin Piscator que é premiado anualmente em Nova Iorque. Também é premiado anualmente o Prémio de Honras Piscator desde 1996.
Em 2016 é levantado na sua cidade natal Greifenstein-Ulm um monumento seu.
Os restos artísticos de Piscator encontram-se no arquivo da Academia das Artes de Berlim desde 1966 e pela Southern Illinois University Carbondale desde 1971.

## Apresentações na Broadway
- Gotthold Ephraim Lessing, Nathan o Sábio (Belasco Theatre, 1942)
- Adaptação teatral do romance de Theodore Dreiser, An American Tragedy, sob o título The Case of Clyde Griffith (encenação de Lee Strasberg)

## Filmes
- Revolta dos Pescadores (Vosstaniye rybakov). Diretor: Erwin Piscator, Roteiro: Georgi Grebner, Willy Döll, Produtor: Michail Doller, USSR 1932-1934.